# Рощинский (Липецкая область)
Ро́щинский — поселок Шишкинского сельского поселения Чаплыгинского района Липецкой области.
Стоит на левом берегу реки Московой Рясы (Рясы) при впадении её в Становую Рясу. Расположен в 1 км к северо-востоку от города Чаплыгина.
В 1928 году под Раненбургом (ныне Чаплыгин) был организован свиноводческий совхоз «Раненбургский». К 1957 году на территории его центральной усадьбы возник посёлок, названный в 1961 году Рощинским — по близлежащей роще .
В Рощинском есть Петропавловский епархиальный мужской монастырь «Раненбургская пустынь».

## Население
| 2010 |
| ---- |
| 1030 |